# Васка Дуганова
Васка Дуганова е югославска партизанка, участничка в комунистическата съпротива във Вардарска Македония.

## Биография
Родена е на 6 март 1922 година в Гевгели. Става последователка на комунизма през 1938 година, а от март 1942 година влиза в Югославската комунистическа партия. Включва се в комунистическата съпротива във Вардарска Македония през април 1943 година. През август 1944 година става политически комисар на батальон и членка на Покрайненския комитет на Съюза на комунистическата младеж на Югославия (СКМЮ). Сътрудничи на вестник „Народна борба“. През април 1945 година е избрана за делегат на третото заседание на АСНОМ. След Втората световна война заема длъжности като организационен секретар на Покрайненския комитет на СКМЮ за Македония, В периода 1958 - 1967 година е членка на Председателството на Централния съвет на Съюза на социалистическата младеж. Отделно е председателка на Конференцията за обществена активност на жените на Македония и Югославия. Член е на ЦК на Комунистическата партия на Македония и Централния комитет на Югославската комунистическа партия. Народен представител в републиканското и съюзното събрание. Носителка е на Партизански възпоменателен медал 1941 година. Става републикански секретар за труда между 1963 и 1967 година.